# Allirahu (Kõiguste)
Allirahu (Kõiguste) est une île d'Estonie dans le comté de Saare.

## Géographie
Elle fait partie de la municipalité de Valjala. 